# Sergej Ivanov (schilder)

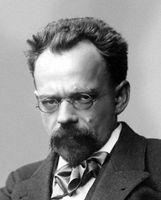
Sergej Ivanov

Sergej Vasiljevitsj Ivanov (Russisch: Сергей Васильевич Иванов) (Roeza (oblast Moskou), 16 juni 1864 - District Dmitrovski (oblast Moskou), 16 augustus 1910) was een Russische kunstschilder en graficus. Hij was lid van het kunstenaarscollectief Peredvizjniki ('De Trekkers' of 'De Zwervers'), waarvan ook bijvoorbeeld Ilja Repin lid was. Ook was Ivanov medeoprichter van de Unie van Russische Kunstenaars. 
De meeste schilderijen van Ivanov behandelen onderwerpen uit de Russische geschiedenis, zoals de Russische Revolutie.

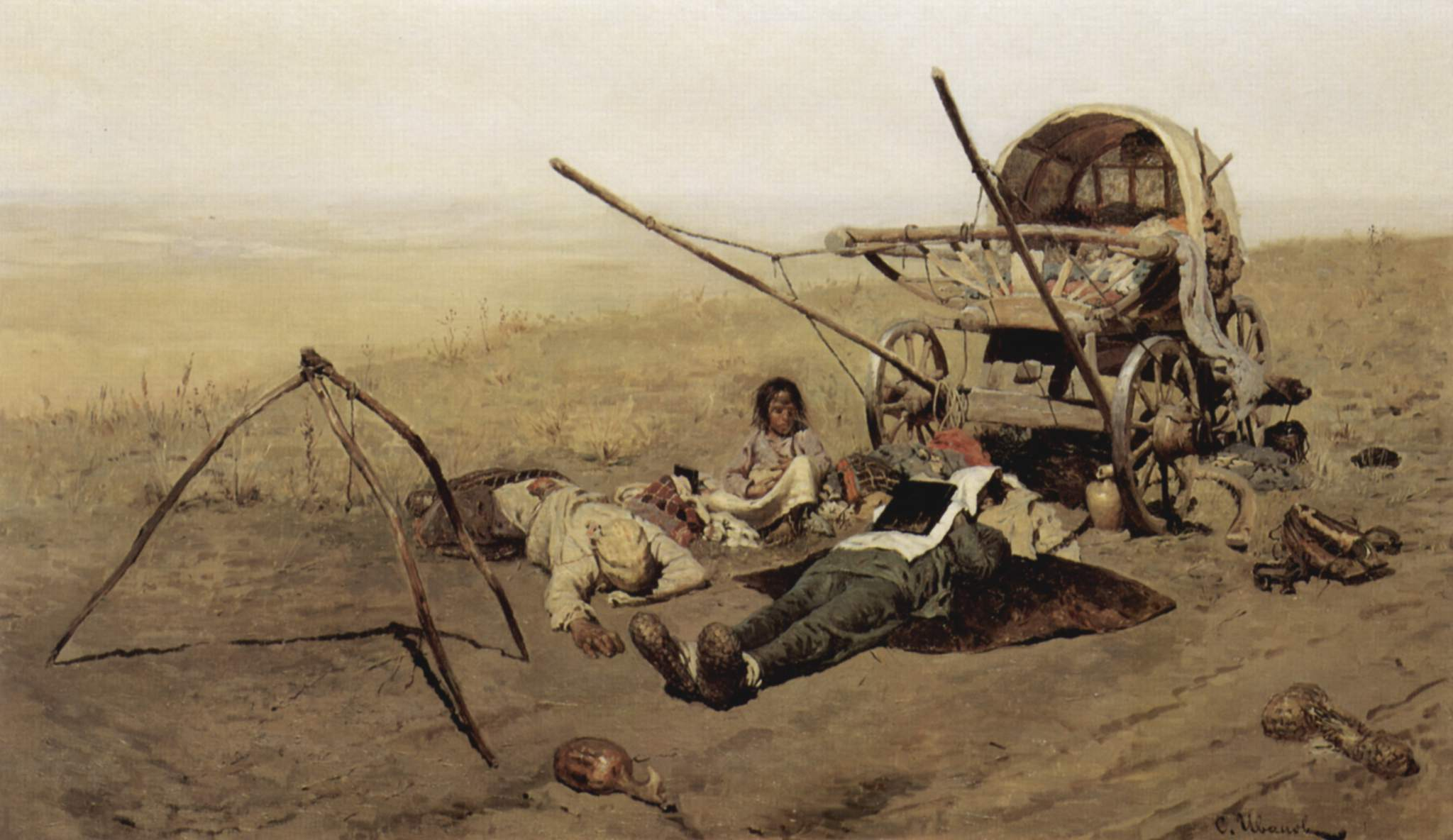
onderweg - de dood van een migrant (1889)

- Gemeinsame Normdatei: 136083749
- International Standard Name Identifier: 0000 0001 0948 4900
- Library of Congress Control Number: no93017150
- Nationale Bibliotheek van Tsjechië: jx20120406001
- Nationale Bibliotheek van Israël: 987007281990205171
- Nationale Bibliotheek van Polen: a0000002377171
- Nederlandse Thesaurus van Auteursnamen: 314184325
- RKD-Nederlands Instituut voor Kunstgeschiedenis: 41219
- Système universitaire de documentation: 193806746
- Union List of Artist Names: 500055592
- Virtual International Authority File: 2039702
- WorldCat: E39PBJwmXPcTCpKgpCJWH66Frq